# Избинский, Стефан Константинович
Стефан Константинович Избинский (17 июля 1884 — 28 апреля 1912) — российский шахматист.
Умер от горловой чахотки.

## Спортивные результаты
| Год       | Город           | Турнир                                               | + | − | = | Результат | Место |
| --------- | --------------- | ---------------------------------------------------- | - | - | - | --------- | ----- |
| 1903      | Киев            | Всероссийский турнир                                 | 8 | 7 | 3 | 9½ из 18  | 9—10  |
| 1905/1906 | Санкт-Петербург | Всероссийский турнир                                 | 7 | 7 | 2 | 8 из 16   | 8—10  |
| 1909      | Санкт-Петербург | Всероссийский турнир любителей памяти М. И. Чигорина | 5 | 2 | 9 | 6 из 16   | 13    |
| 1909/1910 | Одесса          | «Южнорусский турнир»                                 |   |   |   | из        | 3     |
| 1910      | Киев            | Матч с Е. Д. Боголюбовым                             | 0 | 2 | 0 | 0 из 2    |       |
| 1911      | Киев            | Матч с Е. Д. Боголюбовым                             | 2 | 4 | 2 | 3 из 8    |       |
|           | Санкт-Петербург | Всероссийский турнир сильнейших любителей            |   |   |   | 13½ из    | 3     |
| 1912      |                 | Турнир памяти С. А. Зноско-Боровского                |   |   |   | из        | 3     |